# Екатеринославские губернские ведомости
«Екатериносла́вские губе́рнские ве́домости» («Катеринославські губерніяльні відомості») — официальная газета Екатеринославского губернского правления, выходившая в 1838—1918 годах, сначала еженедельно, а с 1868 года — дважды в неделю, с 1893 года — трижды в неделю, с 1894 года — ежедневно, с 1900 года — 2 раза, с 1904 года — 3 раза, с 1914 года — 2 раза в неделю. Газета издавалась в Екатеринославе (Екатеринославская губерния, Российская империя) на русском языке и была первой газетой, которая начала выходить в этом городе.
Первый номер газеты вышел 7 января 1838 года. В каждом номере содержалось два отдела:
- 1) Первый отдел — официальные объявления и сообщения («вызовы к торгам и к подрядам», результаты имущественных споров, ведомости о ярмарках и других материалах экономического характера, материалы «о пойманных бродягах», «о пригульном скоте», «о потере паспорта» и т. п.)[2].
- 2) Второй отдел делился на «Часть официальную» и «часть неофициальную». Официальная часть содержит публикации правительственных решений, материалы «о розыскании лиц». «Неофициальная часть», давала разнообразные статистические материалы из истории отдельных учреждений и промышленных предприятий, ведомости о жизни города, расписаниях пароходных рейсов и другие материалы[2].

Несколько десятилетий «Екатеринославские губернские ведомости» оставались единственным периодическим изданием города и края. В 1872 году основана вторая газета Екатеринослава — «Екатеринославские епархиальные ведомости», в конце XIX века возникли массовые газеты «Приднепровский край», «Южная заря», «Днепровская молва» и другие.
В середине 1918 года во время оккупации Екатеринослава австро-германскими войсками (город относился к Украинской державе Скоропадского) газета стала выходить на украинском языке под названием «Катеринославські губерніяльні відомості», но в конце года когда город пытались снова занять большевики, а также петлюровцы, газета перестала выходить.
Полные годовые комплекты (с небольшими лакунами в несколько номеров) «Екатеринославских губернских ведомостей» с 1838 по 1918 годы хранятся в коллекциях Российской национальной и Российской государственной библиотек. В коллекциях библиотек Украины (Днепропетровская областная, научная ДНИМ, Одесская национальная и Национальная им. Вернадского в Киеве) газета имеется лишь в виде разрозненных номеров и подшивок.